# Fluxgate-kompas

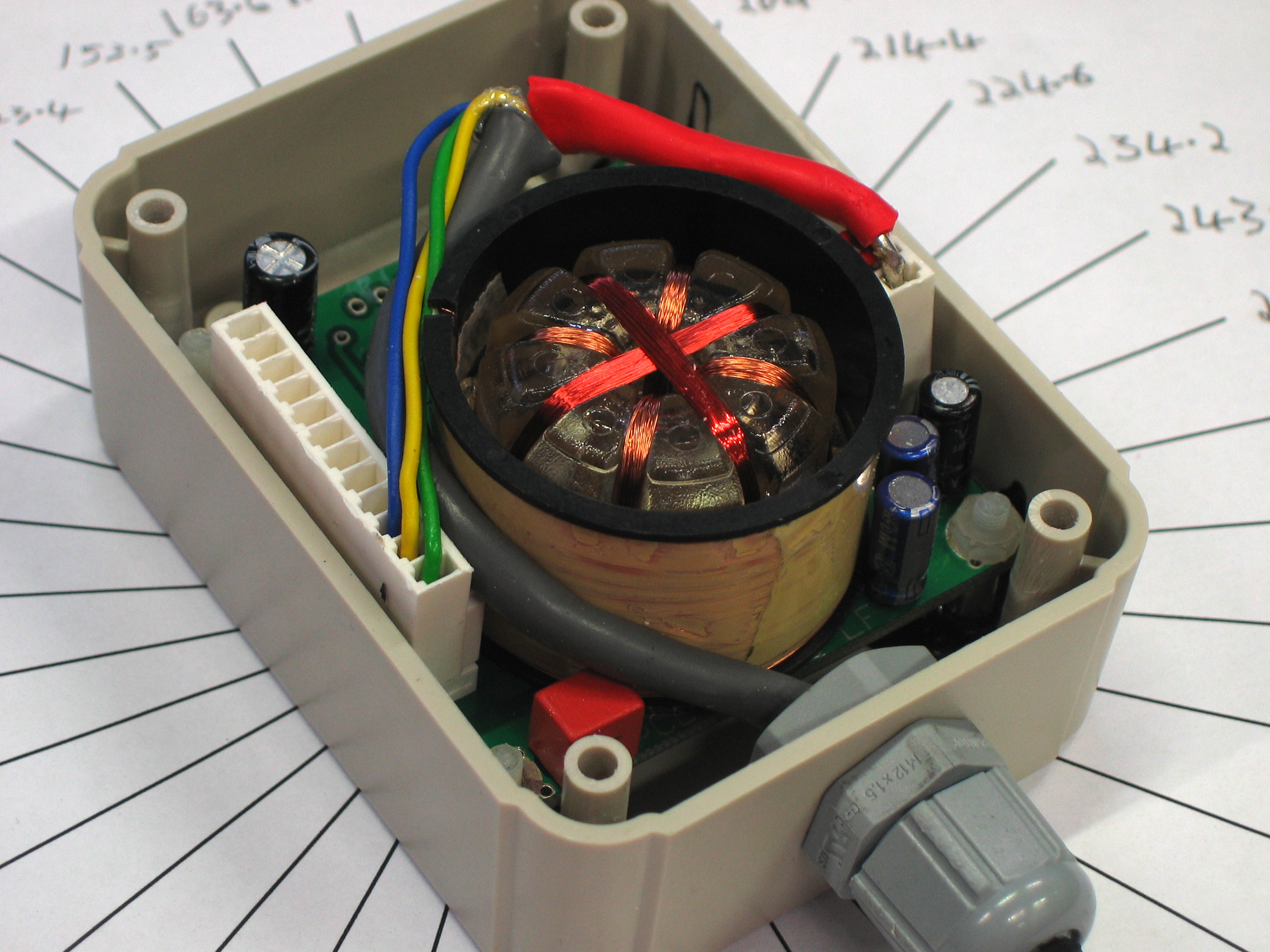
Drijvende kern fluxgate inclinometer kompas

Een fluxgate-kompas is een elektromagnetisch toestel dat gebruikmaakt van twee of meer spoelen die rond een kern met een hoge magnetische permeabiliteit zijn gewikkeld. Het ontvangt de horizontale component op van het magnetisch veld van de aarde. 
Het voordeel van het fluxgate-kompas ten opzichte van het magnetisch kompas is dat de gegevens elektrisch zijn en gedigitaliseerd en verstuurd kunnen worden. Het fluxgate-kompas kan dus aan repeaters of een automatische piloot gekoppeld worden.
De verticale component van het aardmagnetisch veld kan voor storingen zorgen als de fluxgate niet perfect horizontaal hangt. Om dit te vermijden wordt de fluxgate in een cardanische ophanging of in een vloeistof geplaatst zodat de fluxgate horizontaal blijft. Fouten ten gevolge van inertie zijn onvermijdelijk als het schip scherp draait of hevig rolt of stampt. Om ervoor te zorgen dat de gegevens stabiel genoeg blijven maakt men gebruik van vloeistof of elektronische demping. Men kan ook gebruikmaken van een fluxgate met drie assen om een driedimensionele vector van het aardmagnetisch veld. De voorligging wordt afgeleid door de projectie van de vector op een vlak loodrecht op de zwaartekracht. Zo werkt men de gevolgen van stampen en rollen weg. 
Een fluxgate-kompas en een gyrokompas vullen elkaar goed aan. Het fluxgate-kompas geeft een stabiele richtingsreferentie op lange termijn, als men de veranderende magnetische storingen niet meerekent. Het gyrokompas is heel nauwkeurig op korte termijn, zelfs bij grote versnellingen en hellingen. Als men dichter bij de polen komt zal het aardmagnetisch veld meer naar beneden gericht zijn en grotere fouten veroorzaken als het schip rolt. Het gyrokompas kan gebruikt worden om deze fouten in de data van de fluxgate te corrigeren. Het gyrokompas kan ook gebruikt worden om de fouten ten gevolge van het scheepsstaal te corrigeren.